# Eijsder Beemden
De Eijsder Beemden is een natuurgebied gelegen langs de Maas in de buurt van Oost-Maarland. Het 61 hectare grote natuurgebied werd in 1994 door Het Limburgs Landschap voor een symbolisch bedrag gekocht van de gemeente Eijsden. Tot het gebied behoren ook de schiereilanden Presqu'île de l'Ilal en Presqu'île d'Eijsden sinds deze in 2018 Nederlands grondgebied zijn geworden.
Het gebied bestaat voornamelijk uit graslanden, grindgaten, hoogstamboomgaard en wilgenbroek. Om het gebied niet te laten overgroeien laat Het Limburgs landschap koniks en gallowayrunderen in het gebied grazen. Ten noorden van het gebied ligt de Pietersplas. Deze wordt eveneens door Het Limburgs Landschap beheerd.
Het gebied is vrij toegankelijk voor wandelaars. Onder andere het Krijtlandpad loopt door het gebied. In strenge winters zijn de Eijsder Beemden een populaire plek voor bewoners van Zuid-Limburg om te gaan schaatsen op de ondiepe plassen.

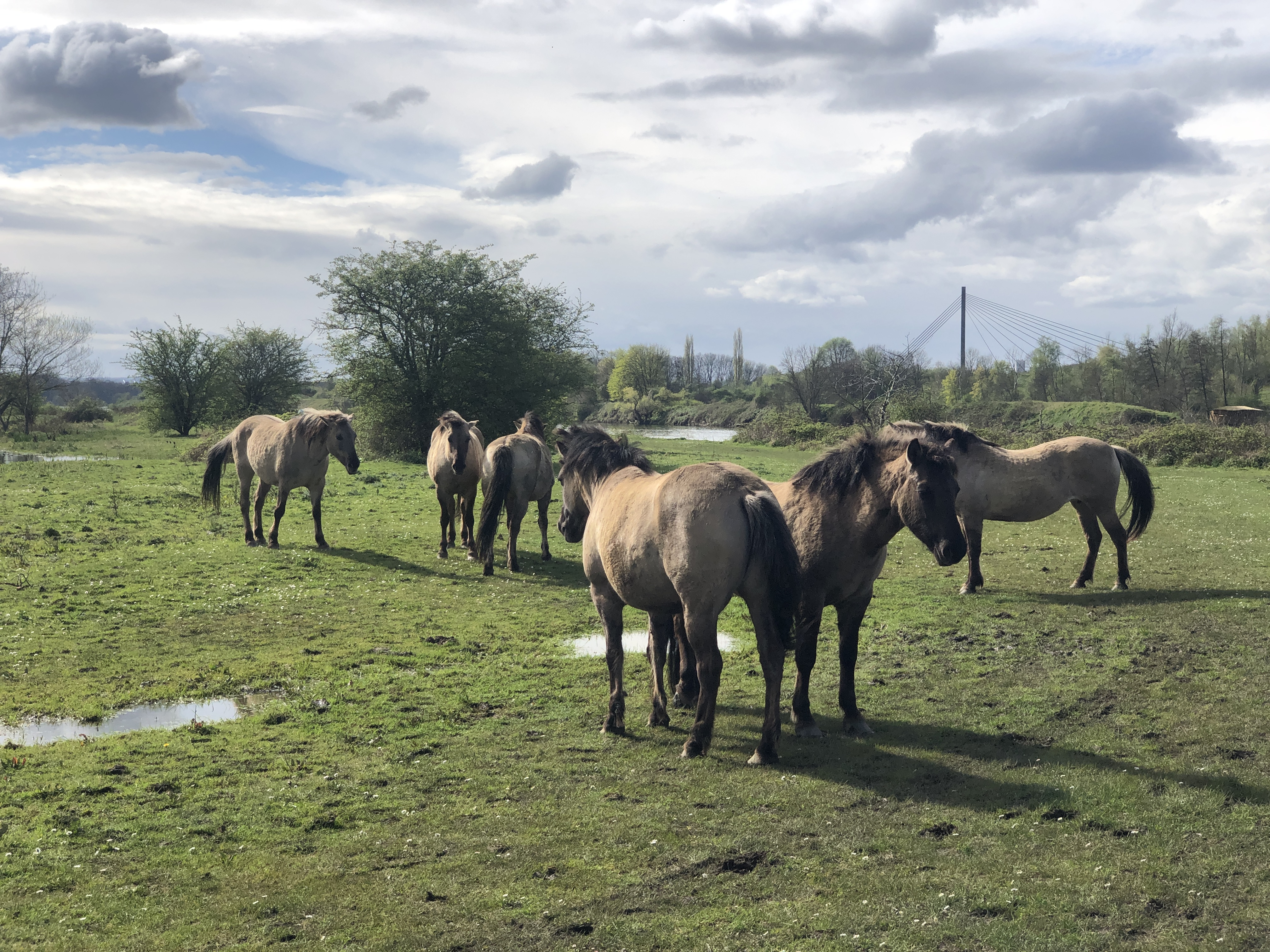
konikpaarden
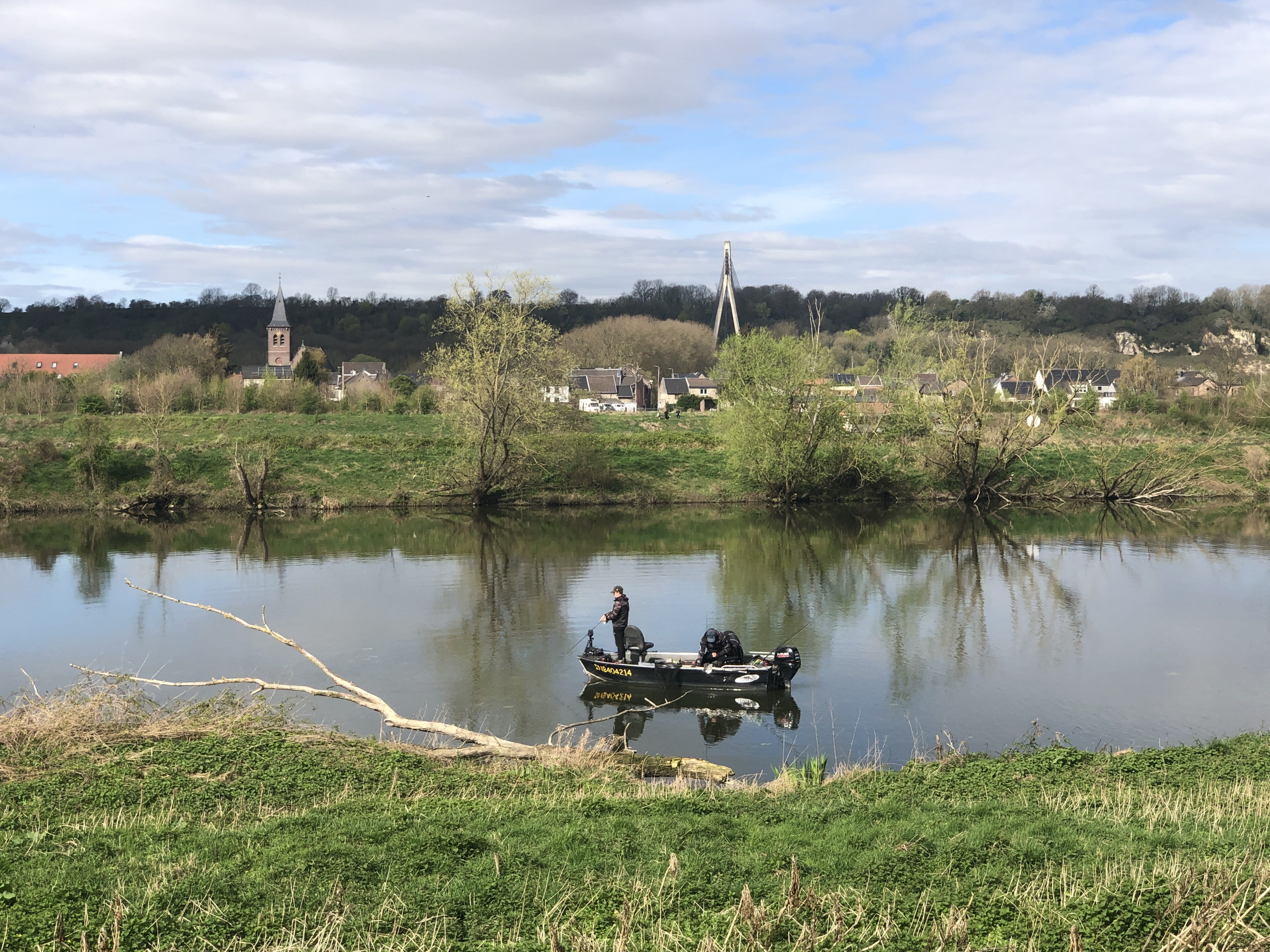
vissers
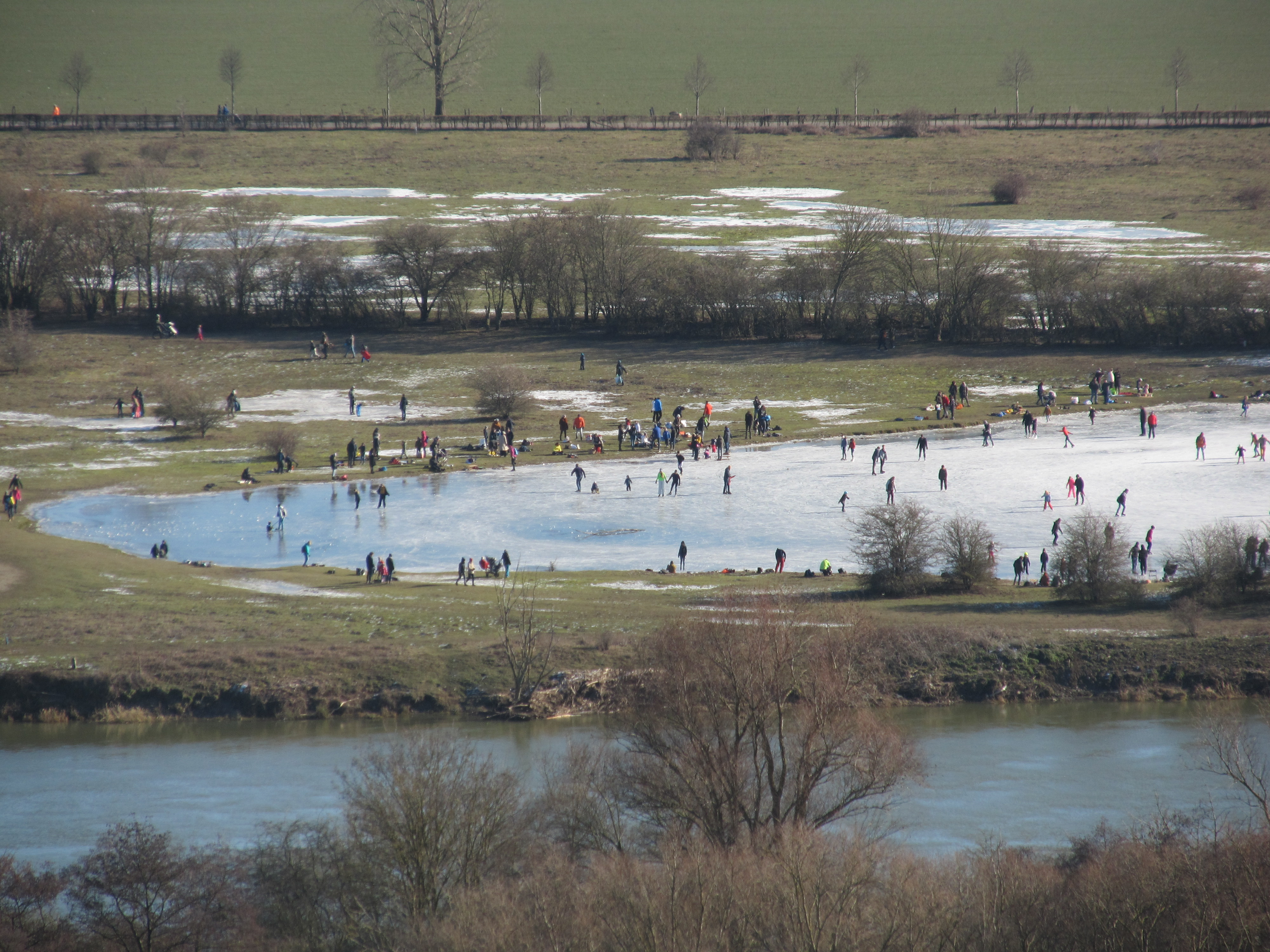
schaatsers